# Rhea (Mond)
Rhea (auch Saturn V) ist der zweitgrößte Mond des Planeten Saturn. Sie ist ein Eismond.

## Entdeckung
Rhea wurde am 23. Dezember 1672 von Giovanni Domenico Cassini entdeckt.
Benannt wurde der Mond nach der Titanin Rhea, der Tochter des Uranos und der Gaia aus der griechischen Mythologie. Der Name „Rhea“ und weiterer sieben Saturnmonde wurde von dem britischen Astronomen John Herschel in der 1847 erschienenen Veröffentlichung Results of Astronomical Observations made at the Cape of Good Hope vorgeschlagen.

## Bahneigenschaften
Rhea umkreist Saturn in einem mittleren Abstand von 527.040 km in 108 Stunden und 25 Minuten. Die Bahn weist eine  Exzentrizität von 0,001 auf und ist 0,35° gegen die Äquatorebene des  Saturn geneigt. Der Mond bewegt sich innerhalb von Saturns Magnetosphäre.

## Aufbau und physikalische Eigenschaften

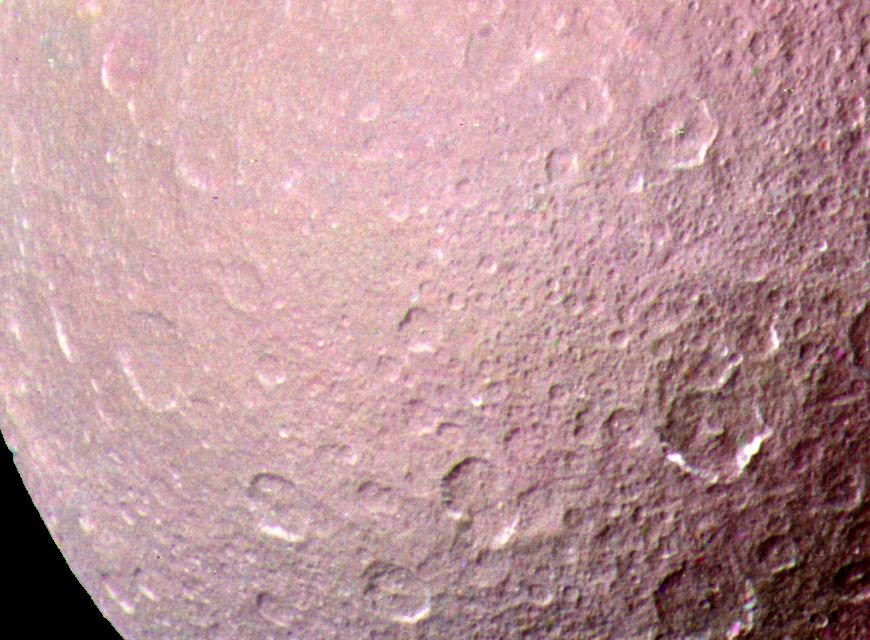
Krater auf Rhea von Voyager 1 fotografiert

Rhea hat einen mittleren Durchmesser von 1528 km. Ihre geringe Dichte von 1,233 g/cm³ lässt darauf schließen, dass sie zu etwa 2/3 aus Wassereis sowie einem Kern aus silikatischem Gestein zusammengesetzt ist. Ihre Albedo beträgt 0,7, das heißt 70 % des einfallenden Sonnenlichts werden reflektiert. Im Vergleich zu den Monden Tethys und Enceladus ist die Oberfläche relativ dunkel. Die Temperaturen an der Oberfläche betragen −174 °C im direkten Sonnenlicht, und zwischen −200 und −220 °C im Schatten. Rhea rotiert in 108 Stunden und 25 Minuten um die eigene Achse und weist damit, wie der Erdmond, eine gebundene Rotation auf.
Rhea gleicht in ihrer Zusammensetzung, der Albedo und den Strukturen ihrer Oberfläche dem Saturnmond Dione. Beide Monde weisen unterschiedliche Hemisphären auf. Offensichtlich machten die Monde gleiche Phasen der Entwicklung durch.
Rhea ist stark verkratert und weist stellenweise helle Strukturen auf. Ihre Oberfläche kann anhand der Verteilung und Größe der Krater in zwei unterschiedliche Terrains unterteilt werden, eines mit Kratern über 40 km im Durchmesser und ein zweites, in Teilen der Polar- und Äquatorregionen, mit Kratern unter 40 km Durchmesser. Dies deutet darauf hin, dass Teile der Oberfläche Rheas während ihrer Entwicklung durch geologische Prozesse erneuert wurden. Der mit Abstand größte benannte Krater namens Mamaldi hat einen Durchmesser von 480 km und befindet sich auf dem Zentralmeridian der von Saturn abgewandten Hemisphäre. Der Südteil seines kaum auffallenden Randes reicht bis über den Äquator.
Die führende Hemisphäre ist stark verkratert und zeigt keine größeren Helligkeitsunterschiede. Wie beim Jupitermond Kallisto weisen die Einschlagkrater keine Ringwälle oder Zentralberge auf, wie sie für den Erdmond oder den Planeten Merkur typisch sind. Die dünne Eiskruste Rheas hat über geologische Zeiträume hinweg nachgegeben, wobei derartige Strukturen eingeebnet wurden. Auf der folgenden Hemisphäre von Rhea sind helle Streifen auf einer dunklen Oberfläche sowie einige Einschlagkrater sichtbar. Die Streifen entstanden in einer frühen Entwicklungsphase durch Kryovulkanismus (Kältevulkanismus), als das Innere des Mondes noch flüssig war.
Rhea besitzt eine scheinbare Helligkeit von 9,6m und ist damit, von der Erde aus gesehen, einer der hellsten Saturnmonde. Um sie zu beobachten, benötigt man allerdings ein Teleskop mit einer Objektivöffnung von mindestens 10 cm.
In Messergebnissen der Raumsonde Cassini aus dem Jahr 2005 hat eine Astronomengruppe Hinweise auf ein Ringsystem aus Staub und bis zu einem Meter großen Gesteinsbrocken um den Saturnmond gefunden. Die Messgeräte der Sonde haben in bestimmten Nahbereichen von ihm eine Konzentration von Staubpartikeln und dafür eine starke Verringerung der Elektronen von Saturns Magnetosphäre registriert. Rhea wäre damit der erste Mond mit einem Ringsystem gewesen. Als Beweis fehlte nur noch ein Foto. Inzwischen steht fest, dass Rhea keine Ringe hat, da auf Fotos keine gefunden werden konnten.

## Spuren einer Atmosphäre

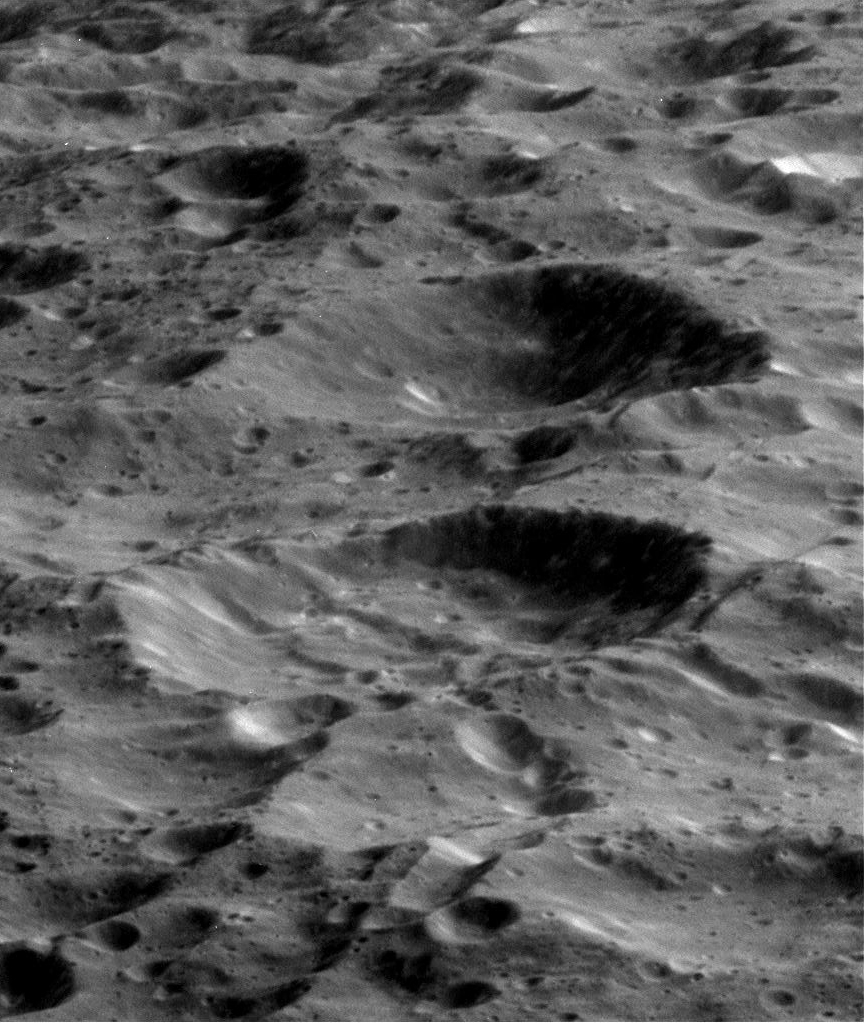
Ein Teil der Oberfläche von Rhea (2013).

Beim Rhea-Überflug der Raumsonde Cassini im März 2010 in einer Entfernung von nur 97 km registrierte ein Massenspektrometer an Bord der Sonde Spuren von Sauerstoff und Kohlendioxid. Diese Mond-Atmosphäre hat auf der Tagseite deutlich mehr Masse. Forscher vermuten, dass der Sauerstoff entsteht, wenn elektromagnetische Strahlung auf das Wassereis der Mondoberfläche trifft und es zersetzt. Das Kohlendioxid entsteht möglicherweise bei der Oxidation von organischen Molekülen oder stammt aus Ausgasungen des Oberflächeneises.